# Jus de canneberge

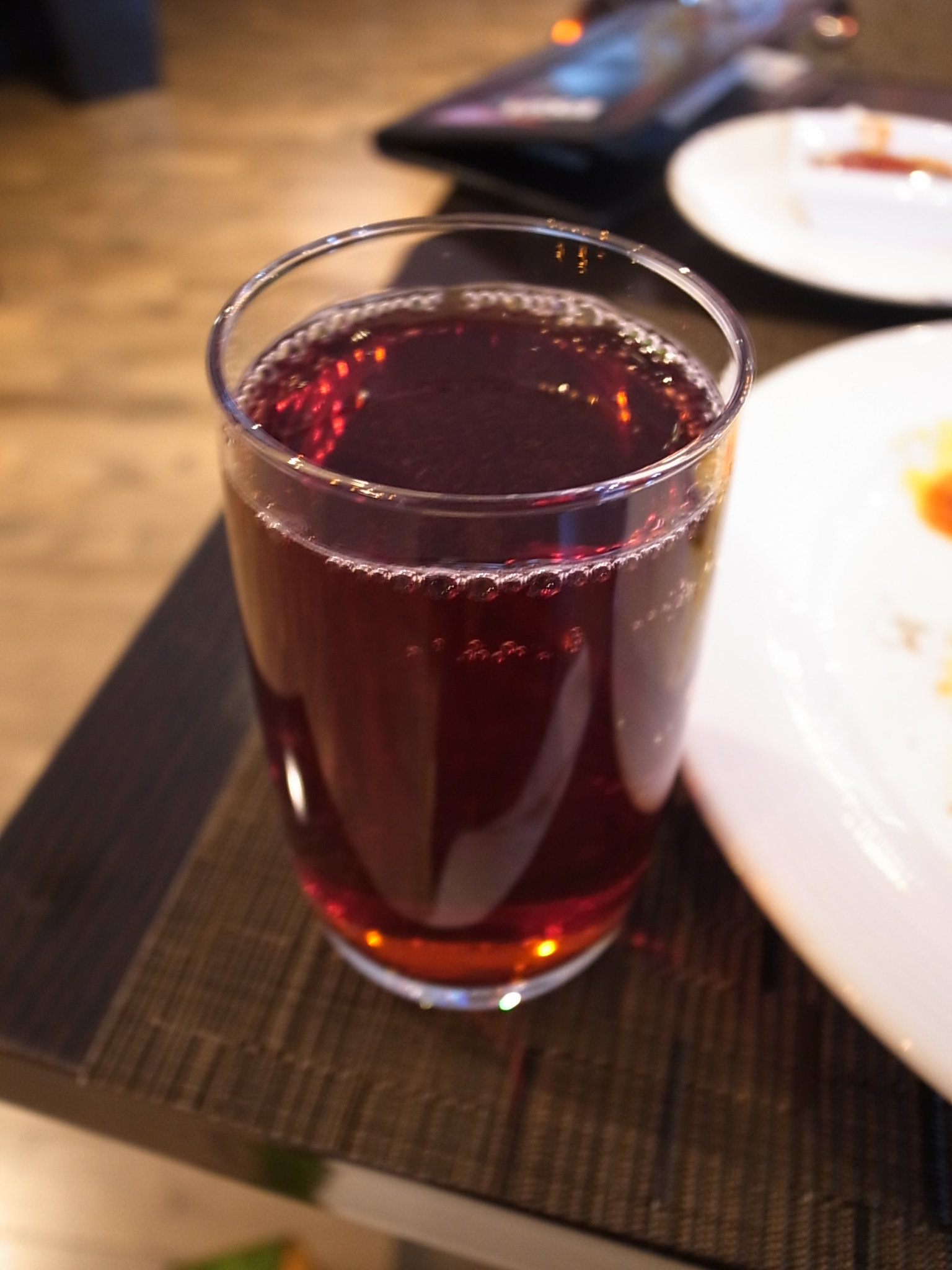
Verre de jus de cranberry.

Le jus de canneberge ou jus de cranberry est une boisson préparée à partir du fruit de la canneberge. Consommée depuis longtemps en Amérique du Nord, elle s'est popularisée plus récemment après la découverte de ses vertus thérapeutiques (riche en flavonoïdes et vitamines anti-oxydantes).
Le jus est également un ingrédient de base dans plusieurs cocktails comme le cosmopolitan.
Ce jus est la boisson officielle du Massachusetts .